# The Wrestler (chanson)
Pour les articles homonymes, voir The Wrestler.
Singles de Bruce Springsteen
My Lucky Day
(2008) What Love Can Do
(2009)
The Wrestler est une chanson interprétée par Bruce Springsteen qu'il a écrite et composée pour le film The Wrestler, réalisé par Darren Aronofsky et sorti en 2008.

## Historique
Bruce Springsteen a écrit et composé la chanson à la demande de son ami l'acteur Mickey Rourke, qui tient le rôle principal dans le film The Wrestler. Ce dernier, qui n'avait plus contacté le chanteur depuis longtemps, lui a écrit une longue lettre accompagnée du script,.
Sortie en single le 16 décembre 2008 au format numérique et en CD single promotionnel, la chanson figure comme titre bonus dans l'album Working on a Dream qui est publié en janvier 2009,,.
Jouée pendant le générique de fin du film dans une version plus longue que celle de l'album (5 minutes 25 secondes au lieu de 3 minutes 50 secondes), elle n'apparaît cependant pas dans le disque de la bande originale.

## Distinctions
La chanson a reçu plusieurs prix et nominations.

### Récompenses
- 2009 : Golden Globe de la meilleure chanson originale lors de la 66e cérémonie des Golden Globes.
- 2009 : Critics' Choice Movie Award de la meilleure chanson originale lors de la 14e cérémonie des Critics' Choice Movie Awards.
- 2009 : Gold Derby Award de la meilleure chanson originale.
- 2009 : Online Film & Television Association Award de la meilleure musique, chanson originale.

### Nominations
- 2008 : Satellite Award de la meilleure chanson originale lors de la 13e cérémonie des Satellite Awards.
- 2008 : Houston Film Critics Society Award de la meilleure chanson originale.
- 2009 : MTV Movie Award de la meilleure chanson de film.
- 2009 : World Soundtrack Award de la meilleure chanson originale.
- 2010 : Grammy Award de la meilleure chanson écrite pour un film, la télévision ou autre média visuel lors de la 52e cérémonie des Grammy Awards.

Après Streets of Philadelphia en 1994, c'est la deuxième fois que Bruce Springsteen remporte le trophée du Golden Globe de la meilleure chanson originale. 
Bien que lauréate d'un Golden Globe, The Wrestler n'est pas nommée pour l'Oscar de la meilleure chanson originale. L'académie des Oscars ayant décidé de réduire le nombre de nominations à trois, au lieu de cinq, le titre de Springsteen n'a pas été sélectionné.

## Classements hebdomadaires
| Classement (2008-2009)         | Meilleure place |
| ------------------------------ | --------------- |
| Canada (Canadian Hot 100)      | 63              |
| Irlande (IRMA)                 | 40              |
| Norvège (VG-lista)             | 14              |
| Pays-Bas (Single Top 100)      | 56              |
| Royaume-Uni (UK Singles Chart) | 93              |
| Suède (Sverigetopplistan)      | 19              |